# Stazione di Calciano
La stazione di Calciano è una fermata ferroviaria senza traffico a servizio del comune di Calciano, sulla ferrovia Battipaglia-Potenza-Metaponto.

## Storia
La stazione di Calciano entrò in funzione il 1º agosto 1877 contestualmente all'attivazione del tratto Calciano-Grassano della linea ferroviaria Battipaglia-Potenza-Metaponto.
Venne inaugurata con il nome di Calciano-Tricarico, che mantenne fino agli anni 20 del ventesimo secolo.

## Strutture e impianti
La stazione è dotata di un fabbricato viaggiatori a due piani e a pianta rettangolare, che ospitava i servizi di stazione e la sala d'attesa.
La stazione era servita da un binario passante. Ad aprile 2023, nei pressi della stazione, degli animali sono stati investiti da un treno interregionale nei pressi della linea, portando alla sua temporanea sospensione.

## Movimento
La stazione era servita, fino al 2008, da treni regionali svolti da Trenitalia nell'ambito del contratto di servizio svolto con la Regione Basilicata.